# محمدسعید تسلیمی
محمدسعید تسلیمی (۱۳۳۳ تهران-) استاد تمام دانشگاه تهران و نماینده مردم تهران در دوره سوم مجلس شورای اسلامی بود.
تسلیمی استاد تمام دانشکدگان مدیریت دانشگاه تهران و سردبیر دوفصلنامه اسلام و مدیریت و هیئت تحریریه در فصلنامه مدیریت اسلامی نیز می‌باشد.

## تالیفات
محمدسعید تسلیمی. «تحلیل فرایندی خط مشی گذاری و تصمیم‌گیری.» : انتشارات سمت، ۱۳۸۸.
محمدسعید تسلیمی. «مدیریت تحول سازمانی.» تهران: سازمان مطالعه و تدوین کتب علوم انسانی دانشگاه‌ها (سمت)، ۱۳۹۴.